# Célestin Bergh
Célestin Charles Nicolas François Bergh (Aarlen, 6 september 1791 - Neufchâteau, 14 december 1861) was een Belgisch senator.

## Biografie
Célestin Bergh was een zoon van Jean-Nicolas Bergh, drukker in Luxemburg, postmeester in Aarlen en schepen van Aarlen, en Marie-Claire Perl. Hij was getrouwd met Jeanne Collette. Hun zoon Charles Bergh werd eveneens notaris en politicus.
Hij deed rechtenstudies in Parijs. Hij was van 1815 tot 1856 toegevoegd rechter bij de rechter van Neufchâteau en van 1817 tot 1846 was hij notaris. In Neufchâteau was hij industrieel, eigenaar van een molen, olieslagerij en zagerij. 
In 1853 en tot 1861 was hij liberaal senator voor het arrondissement Neufchâteau-Virton.